# Kimaris
Cimeries, também chamado de Kimaris, Cimeies, Cimejes e Cimejes, é mais conhecido como o sexagésimo sexto de uma lista de 72 entidades demoníacas descritas na primeira parte do Lemegeton, um grimório popularmente conhecido como Ars Goetia (a Arte da Goécia). 
Cimeries é descrito como um grande guerreiro montado num corcel negro, e é conjurado para auxiliar a localizar tesouros perdidos ou escondidos, ensinar o trivium (gramática, lógica, retórica) e ensinar ao conjurante como se tornar um guerreiro tão excelente quanto ele próprio. É considerado um marquês na hierarquia demoníaca, e tem 20 legiões sob comando pessoal. Manda também, segundo o Lemegeton, em todos os espíritos nas partes da África. 
Descrições semelhantes são encontradas logo no início do catálogo demonológico medieval de Johann Weyer, Pseudomonarchia Daemonum, de 1563. Antes disso, no Manual de Munique da Necromancia: CLM 849, (publicada por Richard Kieckhefer como Forbidden Rites (Ritos Proibidos:  um manual  necromântico do século XV, em 1998), é mencionada uma entidade demoníaca muito parecida chamada Tuvries, com a exceção de que esta comanda 30 legiões infernais e alega ter o poder fazer o conjurante atravessar mares e rios sem delongas. É provável que Tuvries seja uma corruptela de Cymries.
Cimeries também é citado nominalmente na lista de Nomes Infernais elaborada por Anton LaVey para sua Bíblia Satânica e descrito apenas como "monta um corcel negro e rege a África." Não se sabe, no entanto, por que essa escolha aparentemente aleatória tenha-o preferido dentre todos os 72 goécios. 
Aleister Crowley, no líber 777, dá a Cimeries a ortografia hebraica de KYMAVR, provavelmente  para lembrar "Khem-our" (luz negra), um dos nomes e aspectos de Hórus mencionados na Doutrina Secreta de Helena Petrovna Blavatsky. 
No Sepher Sephiroth, Cimeries é escrito como KYTzAVR, cujo cálculo gemátrico soma 327, embora KYMAVR seja 277.
No manuscrito de Harleian (Ms. 6482), transcrito em "The Rosie Crucian Secrets" (Aquarian Press, 1985), o Dr. Rudd listou Cimeries como o vigésimo sexto espírito criado pelo Rei Salomão. Alega também a existência de um anjo chamado Cimeriel, que teria sido um dos anjos que ensinou a John Dee a língua enoquiana, na tabuleta de 24 mansões de Rossi (q.v. McLean, Treatise on Angel Magic). 
A primeira menção de Cimeries está no Gnostic tractate, de Rossi (ver Meyer e Smith, Ancient Christian Magic). 
É provável que as primeiras mençãos a Cimeries tenham sido pelo nome Kimaris entre sido entre os coptas, conforme sugere um manuscrito oriental (Mss. 6796, disponível em Londres) quando é mencionada uma entidade chamada "Akathama Chamaris" (Meyer e Smith). Neste texto, o ente em questão não parece se tratar de um espírito maligno, mas sim como um espírito olímpico de ajuda.
No Diciónario de Baskin sobre o satanismo, especula-se que o nome Cimeries vem de cimérios, nome de uma casta de antigos guerreiros que, segundo alguns autores clássicos, viviam na escuridão.